# Fraize
Fraize (deutsch Fress) ist eine französische französische Kleinstadt mit 2849 Einwohnern (Stand 1. Januar 2022) im Département Vosges in der Region Grand Est. Sie gehört zum Arrondissement Saint-Dié-des-Vosges und zum Gemeindeverband Saint-Dié-des-Vosges.

## Geografie
Die Kleinstadt Fraize liegt in den Vogesen, im Tal der oberen Meurthe. Sie ist etwa 15 Kilometer von Saint-Dié-des-Vosges, der Hauptstadt (chef-lieu) des gleichnamigen Arrondissements, entfernt. Die östliche Gemeindegrenze verläuft auf dem Vogesenkamm und bildet gleichzeitig die Grenze zur Region Elsass. Die Meurthe fließt durch das Gemeindegebiet von Südosten nach Westen und nimmt dabei mehrere kleine Gebirgsbäche auf, zu denen auch der Ruisseau de Scarupt gehört, dessen fünf Kilometer langes Tal den Osten des Gemeindegebietes einnimmt. Die höchste Erhebung im Gemeindebereich von Fraize ist der 1128 m hohe Rossberg (le Rossberg) an der Grenze zum Elsass.

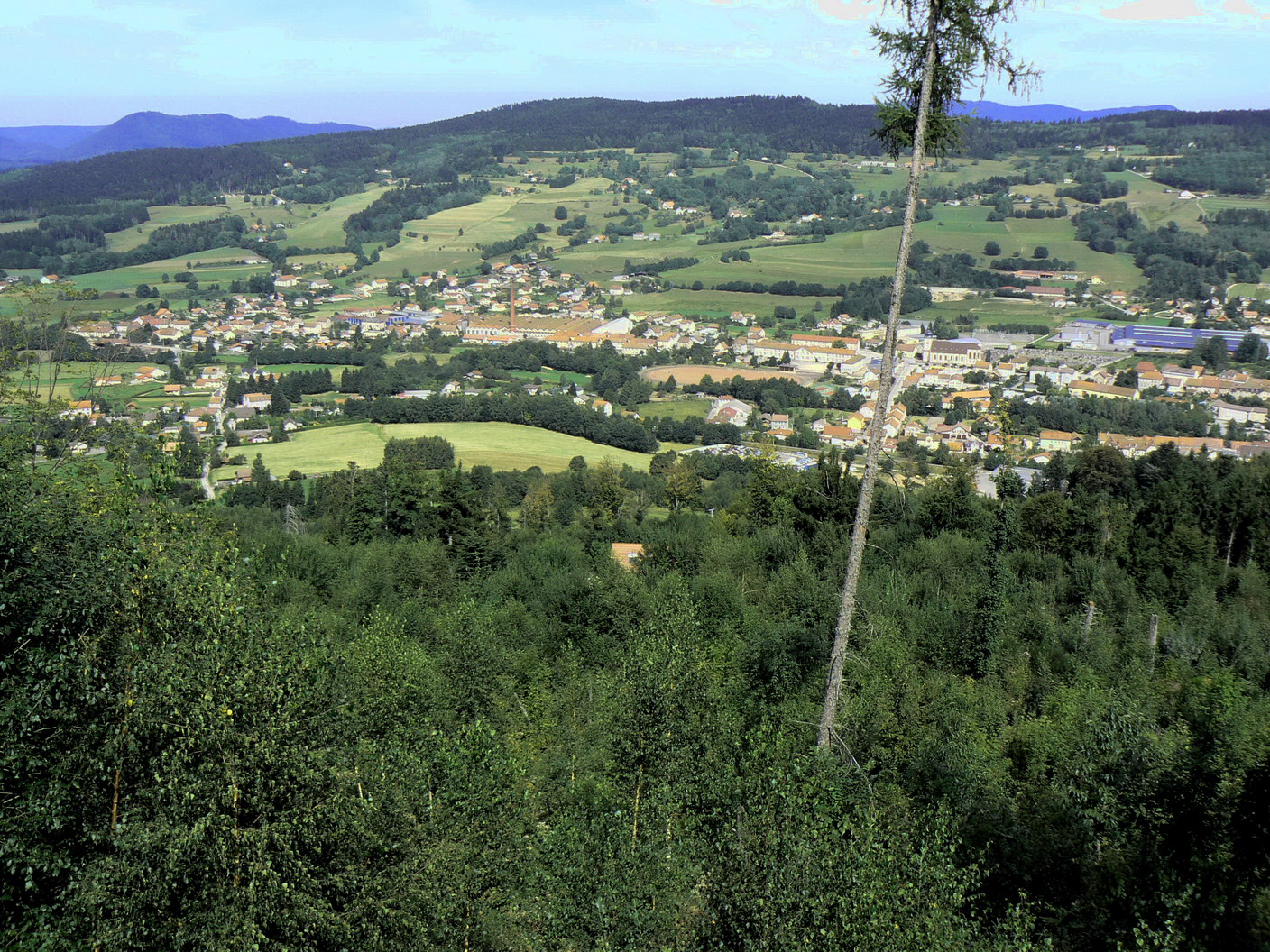
Blick auf Fraize von Süden

Das Gebiet der Stadt Fraize ist Teil des Regionalen Naturparks Ballons des Vosges (Parc Naturel Régional des Ballons des Vosges).
Das 15,59 km² große Gemeindegebiet Fraizes besteht zur Hälfte (8,03 km²) aus Wäldern (Forêt communale de Fraize), die bis an die Kammlinie der Vogesen reichen. In den tiefer gelegenen Gebieten herrscht Weideland vor, ein wirtschaftlicher Ackerbau ist aufgrund der Höhenlage nur eingeschränkt möglich.
Zu Fraize gehören die Ortsteile Les Aulnes, Les Ponsez und Scarupt.
Nachbargemeinden von Fraize sind Mandray im Norden, La Croix-aux-Mines im Nordosten, Le Bonhomme im Osten, Plainfaing im Süden, Ban-sur-Meurthe-Clefcy im Südwesten sowie Anould im Westen.

## Geschichte
Lange galt die Ableitung vom lateinischen fraxinus (Esche) als Ursprung für den Namen Fraize (frühere Schreibweisen: Fracia, Fraic) – die Einwohner nennen sich heute noch Fraxiniens. Seit dem 20. Jahrhundert deuten Linguisten die Herkunft des Ortsnamens aus dem lateinischen Begriff fractura (Bruch) als Landschaftsform.
Bei der Teilung des Reiches Karls des Großen im Jahr 843 (Vertrag von Verdun) kam das Gebiet des Bannes Fraize  zum Mittelreich, nach diversen Teilungen zum Herzogtum Lothringen.
Ab 1221 wechselten die Herrschaften über das Gebiet um Fraize, ehe es von 1343 bis 1766 wieder an die Herzöge von Lothringen fiel. Aus dem Bann Fraize, der viele verstreute Weiler umfasste, entstanden 1783 die Gemeinden Fraize und Plainfaing.
Ab Mitte des 19. Jahrhunderts hielt wie in anderen Vogesentälern auch in Fraize die Textilindustrie Einzug. Viele Textilbetriebe der Umgebung schlossen in den 1970er und 1980er Jahren, einzig das Unternehmen Shemsy SA, ein Sportbekleidungshersteller, produziert bis heute in Fraize.

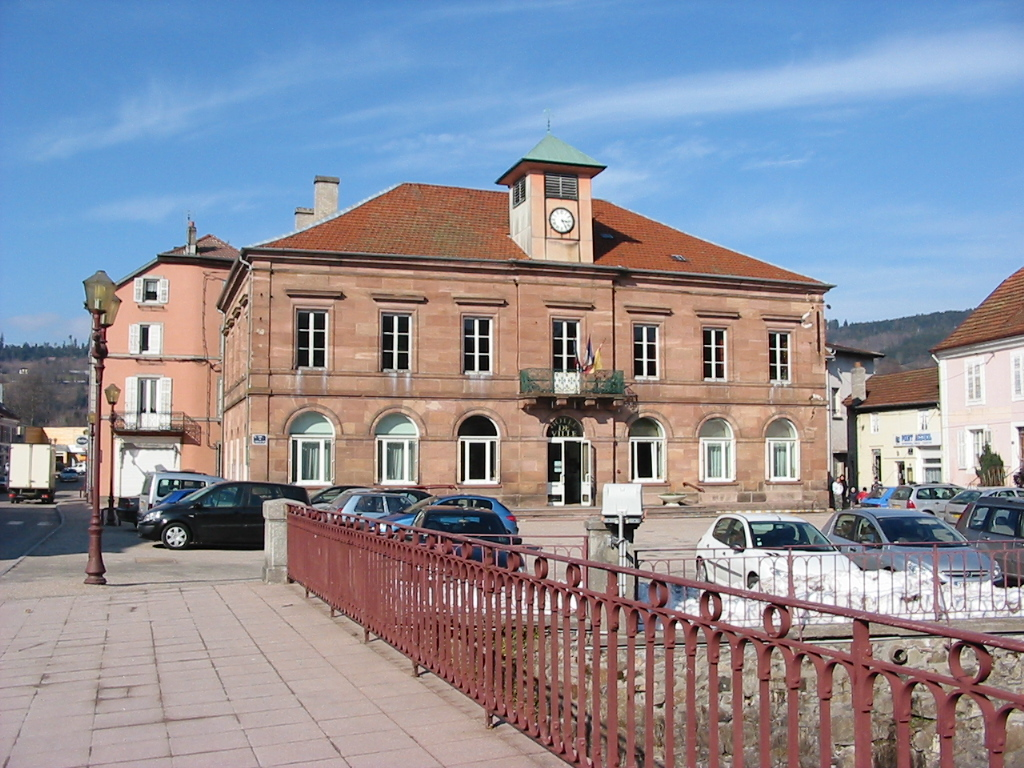
Rathaus (Hôtel de ville)

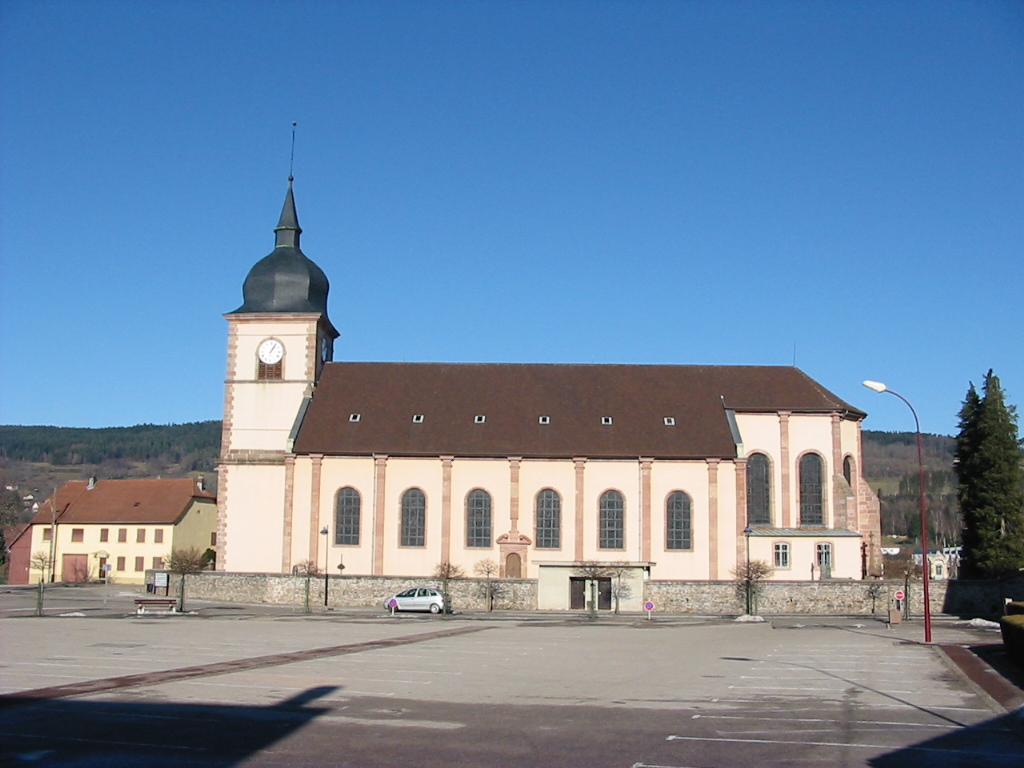
Kirche Saint-Blaise in Fraize

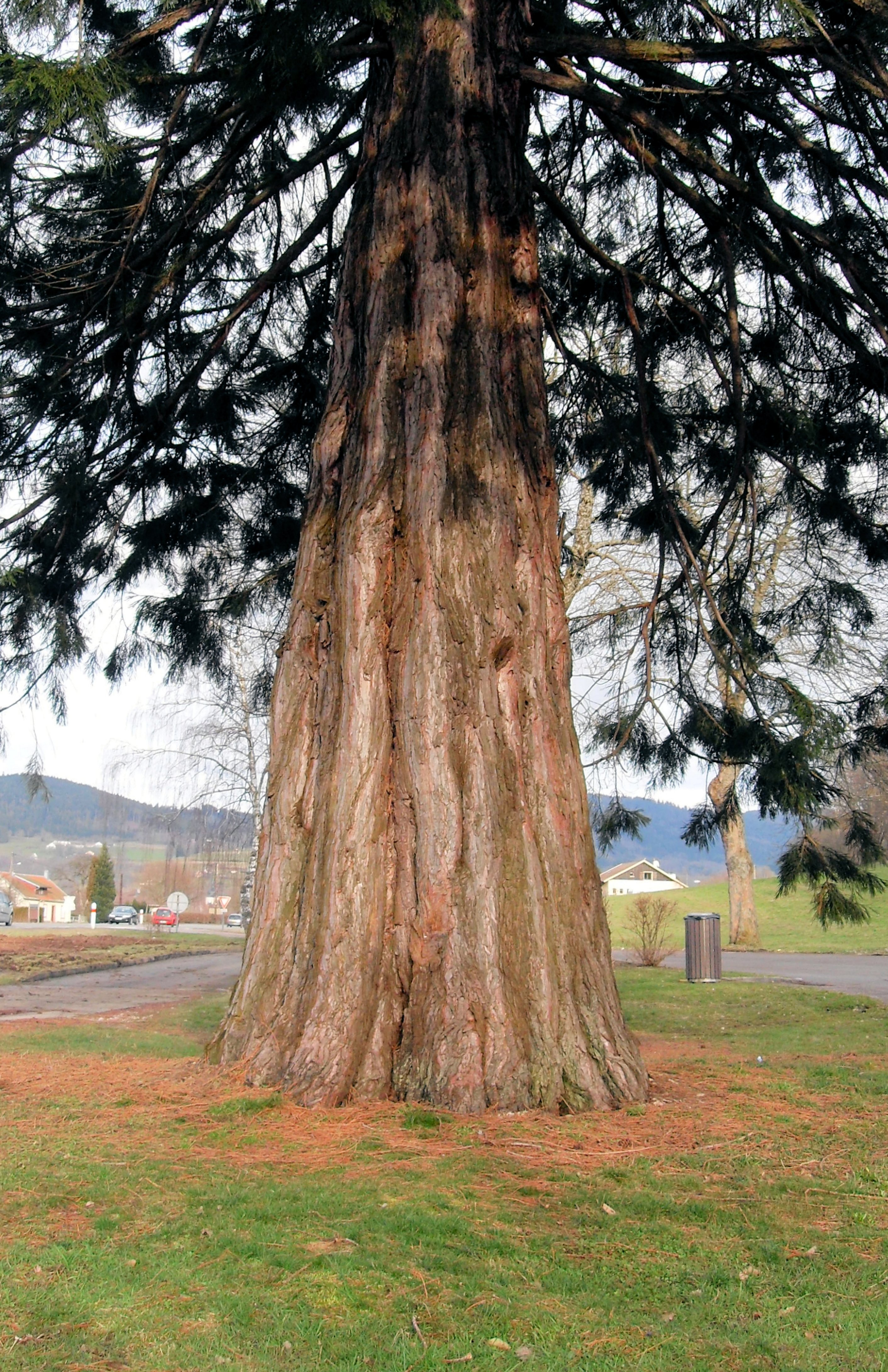
Riesenmammutbaum an der Straße nach Anould

### Bevölkerungsentwicklung
| Jahr      | 1962 | 1968 | 1975 | 1982 | 1990 | 1999 | 2011 | 2021 |
| --------- | ---- | ---- | ---- | ---- | ---- | ---- | ---- | ---- |
| Einwohner | 3616 | 3486 | 3367 | 3357 | 3049 | 2990 | 3062 | 2846 |

Die Auswirkungen des Niederganges der Textilindustrie ist auch an der Entwicklung der Einwohnerzahl von Fraize ablesbar. Im Jahr 1911 wurde mit 4345 Bewohnern die bisher höchste Einwohnerzahl ermittelt. Die Zahlen basieren auf den Daten von cassini.ehess und INSEE.

## Sehenswürdigkeiten
- Kirche Saint-Blaise, erbaut Ende des 18. Jahrhunderts
- Rathaus, 1858 errichtet
- Riesenmammutbaum
- Hof aus dem 16. Jahrhundert, genannt „la Cour“ (Gerichtshof)

## Wirtschaft und Infrastruktur
In Fraize sind 19 Landwirtschaftsbetriebe ansässig (Kartoffel- und Gemüseanbau, Milchwirtschaft, Zucht von Rindern, Pferden und Geflügel). Nennenswert sind auch die Käseherstellung und das Brennen von Obstschnäpsen (Eau de vie). Durch den Waldreichtum in den oberen Vogesen hat die Forstwirtschaft eine lange Tradition. In Fraize gibt es mehrere Betriebe in zwei Gewerbegebieten, zu deren Erzeugnissen Möbel, Autozubehör und Sportbekleidung gehören.
Neben einem Kindergarten gibt es in Fraize eine Grundschule (Ecole Primaire) und das Collège de la Haute-Meurthe.
Fraize liegt an der Route nationale 415, die von Saint-Dié-des-Vosges über den nahen Col du Bonhomme und Colmar nach Breisach am Rhein verläuft. Von Fraize aus führt die Fernstraße D 23 über den 690 m hohen Col de Mandray in die nordöstlichen Nachbargemeinden. An die 1873 eröffnete und 1993 endgültig stillgelegte Bahnlinie von Saint-Dié nach Fraize erinnert heute noch der Straßenname Impasse de la Gare.

## Belege
1. ↑  Marichal, Paul Georges François Joseph, 1870-: Dictionnaire topographique du département des Vosges : comprenant les noms de lieu anciens et modernes. Imprimerie nationale, 1941.
2. ↑  Ville de Fraize - Environnement. Abgerufen am 29. November 2023 (französisch).
3. ↑  Fraize auf cassini.ehess
4. ↑  Fraize auf INSEE
5. ↑  Landwirtschaftsbetriebe auf annuaire-mairie.fr (französisch)